# Aurel
Aurel je mužské křestní jméno latinského původu. Je odvozené od latinského slova aurelicos a vykládá se jako „zlatý“. Za slovanskou podobu jména se považuje Zlatan.[zdroj?] Další variantou jména jsou Aurelián, Aurelius, Aurelio. Aurelius bylo rodové šlechtické jméno. Aurelián pochází z latinského Aurelianus a vykládá se jako „náležející k rodu Aureliů“.
Podle českého kalendáře má svátek 27. července.[zdroj⁠?!]

## Aurel v jiných jazycích
- Slovensky, rumunsky: Aurel
- Německy, nizozemsky: Aurelius
- Anglicky: Aurelian nebo Aurelius
- Italsky: Aurelio
- Rusky: Avrelij
- Polsky: Aureli
- Maďarsky: Aurél nebo Aurélián

## Známí nositelé jména
- Lucius Domitius Aurelianus (214–275) neboli Aurelián, také Restitutor Orbi (Obnovitel světa), římský císař
- Aurel Stodola (1859–1942), slovenský fyzik a technik
- Aurel Klimt (* 1972), český animátor
- Aurel Vlach, pseudonym spisovatele, překladatele a hermetika Emanuela Haunera (1875–1943)

## Jiný význam
- Aurel, slovenská hudební cena